# Hartpenning
Hartpenning ist eine Gemarkung in der Gemeinde Holzkirchen und eine aufgelöste Gemeinde im oberbayerischen Landkreis Miesbach. Es ist der historische Name des Pfarrdorfs Großhartpenning
Die Gemarkung Hartpenning hat eine Fläche von 34,94 km² und liegt vollständig im Gemeindegebiet des Markts Holzkirchen. Das Gebiet der Gemarkung entspricht etwa dem Gebiet der ehemaligen Gemeinde Hartpenning. Auf der Gemarkung Hartpenning liegen die Orte Asberg, Babenberg, Baumgarten, Buch, Erlkam, Grasberg, Großhartpenning, Haid, Heignkam, Inselkam, Kleinhartpenning, Kögelsberg, Kurzenberg, Leithen, Maitz, Pelletsmühl, Reith, Ried, Roggersdorf, Stubenbach, Sufferloh, Teufelsgraben, Thann, Thannseidl und Winkel, heute Gemeindeteile des Markts Holzkirchen, früher Gemeindeteile von Hartpenning. Der Hartpenninger Gemeindeteil Neuerlkam ist inzwischen mit dem Hauptort Holzkirchen verschmolzen. Die angrenzenden Gemarkungen sind südlich die Gemarkungen Schaftlach und Sachsenkam, westlich Dietramszell, Linden und Baiernrain, nördlich Otterfing, östlich Föching, Holzkirchen und Warngau.
Die Gemeinde Hartpenning wurde am 1. Mai 1978 vollständig in den Markt Holzkirchen eingegliedert. Bei der Volkszählung 1970 hatte sie 26 Gemeindeteile und 1623 Einwohner.

## Persönlichkeiten
- Georg Jennerwein (1852–1877), Wildschütz, geboren in Haid, Gemeinde Hartpenning